# Liste der Kulturdenkmäler in Burbach (Eifel)
In der Liste der Kulturdenkmäler in Burbach sind alle Kulturdenkmäler der rheinland-pfälzischen Ortsgemeinde Burbach aufgeführt. Grundlage ist die Denkmalliste des Landes Rheinland-Pfalz (Stand: 27. Juni 2022).

## Einzeldenkmäler
| Bezeichnung                            | Lage                                                       | Baujahr | Beschreibung | Bild                           |
| -------------------------------------- | ---------------------------------------------------------- | ------- | --- | ------------------------------ |
| Katholische Pfarrkirche St. Margaretha | Fleischstraße 2 Lage                                       | 1756    | Saalbau, im Kern von 1756, Umbau und Erweiterung 1950, Architekt H. Schneider, Trier; auf dem Kirchhof Bildstock, bezeichnet 1812 | weitere Bilder Fotos hochladen |
| Wohnhaus                               | Fleischstraße 7 Lage                                       | 1775    | Wohnhaus, bezeichnet 1775 | BW                             |
| Wohnhaus                               | Heldstraße 6 Lage                                          | 1824    | eingeschossiges Unterstallhaus mit Flurküche, bezeichnet 1824                                                                     | BW                             |
| Wohnhaus                               | Heldstraße 8 Lage                                          | 1754    | dreiachsiges Wohnhaus, bezeichnet 1754                                                                                            | BW                             |
| Bildstock                              | Hillstraße, bei Nr. 17 Lage                                | 1718    | Bildstock, bezeichnet 1718 | Fotos hochladen                |
| Wohnhaus                               | Schulstraße 1 Lage                                         | 178[x]  | Wohnhaus, bezeichnet 178[x], Backofeneinbau im 19. Jahrhundert                                                                    | BW                             |
| Wohnhaus                               | Talstraße 3 Lage                                           | 1778    | Flurküchenhaus, bezeichnet 1778, Erweiterung im frühen 20. Jahrhundert                                                            | BW                             |
| Wegekreuz                              | nordnordöstlich des Ortes an der L 33 Lage                 | 1727    | Nischenkreuz, bezeichnet 1727 | BW                             |
| Köhlerkreuz                            | nordöstlich des Ortes im Kyllwald Lage                     | 1776    | Wegekreuz; spätbarockes Balkenkreuz, bezeichnet 1776                                                                              | BW                             |
| Wegekreuz                              | östlich des Ortes am Weg nach Balesfeld Lage               | 1658    | Nischenkreuz, bezeichnet 1658 | BW                             |
| Wegekreuz                              | südlich des Ortes Lage                                     | 1790    | Balkenkreuz, bezeichnet 1790 | BW                             |
| Wegekreuze                             | südwestlich des Ortes Lage                                 | 1605    | Nischenkreuz, bezeichnet 1605; Schaftkreuz, wohl aus dem 19. Jahrhundert                                                          | BW                             |
| Wegekreuz                              | westlich des Ortes an der Kreuzung von L 33 und K 126 Lage | 1822    | Schaftkreuz, bezeichnet 1822 | BW                             |